# Moulay Abdelkader
Moulay Abdelkader (franska: Moulay Abdelkader (CR), Moulay Abdelkader (Commune Rurale), arabiska: سيدي بوصبر) är en kommun i Marocko.   Den ligger i provinsen Sidi Kacem och regionen Rabat-Salé-Kénitra, i den norra delen av landet, 120 km nordost om huvudstaden Rabat. Antalet invånare är 8 871.